# Лауцюс, Гедрутис
Гедрутис Лауцюс (лит. Giedrutis Laucius, 25 ноября 1938, деревня Кильвелишкяй Лелюнской волости, ныне в Аникщяйском районе) — литовский архитектор-реставратор.

## Биография
В 1941 году вместе с родителями был выслан в Алтайский край. В 1946 году вернулся в Литву. В 1967 году окончил Художественный институт Литовской ССР. 
В 1966—1990 годах работал в Институте проектирования реставрации памятников (до 1969 года Научная реставрационно-производственная мастерская, в 1969–1978 годах Институт консервации памятников). Занимал должности главного архитектора проектов (1972—1975), затем начальника отдела городов (1975—1978), главного специалиста отдела общественных зданий (1978—1984), главного архитектора отдела (1984—1990). В 1990—1991 годах был заведующим отделом охраны памятников Вильнюсского городского совета, в 1991—2000 годах главным архитектором общества „Lietuvos paminklai“.
Один из авторов издания „Architektūros paminklai“ (т. 1, 1970).

## Проекты

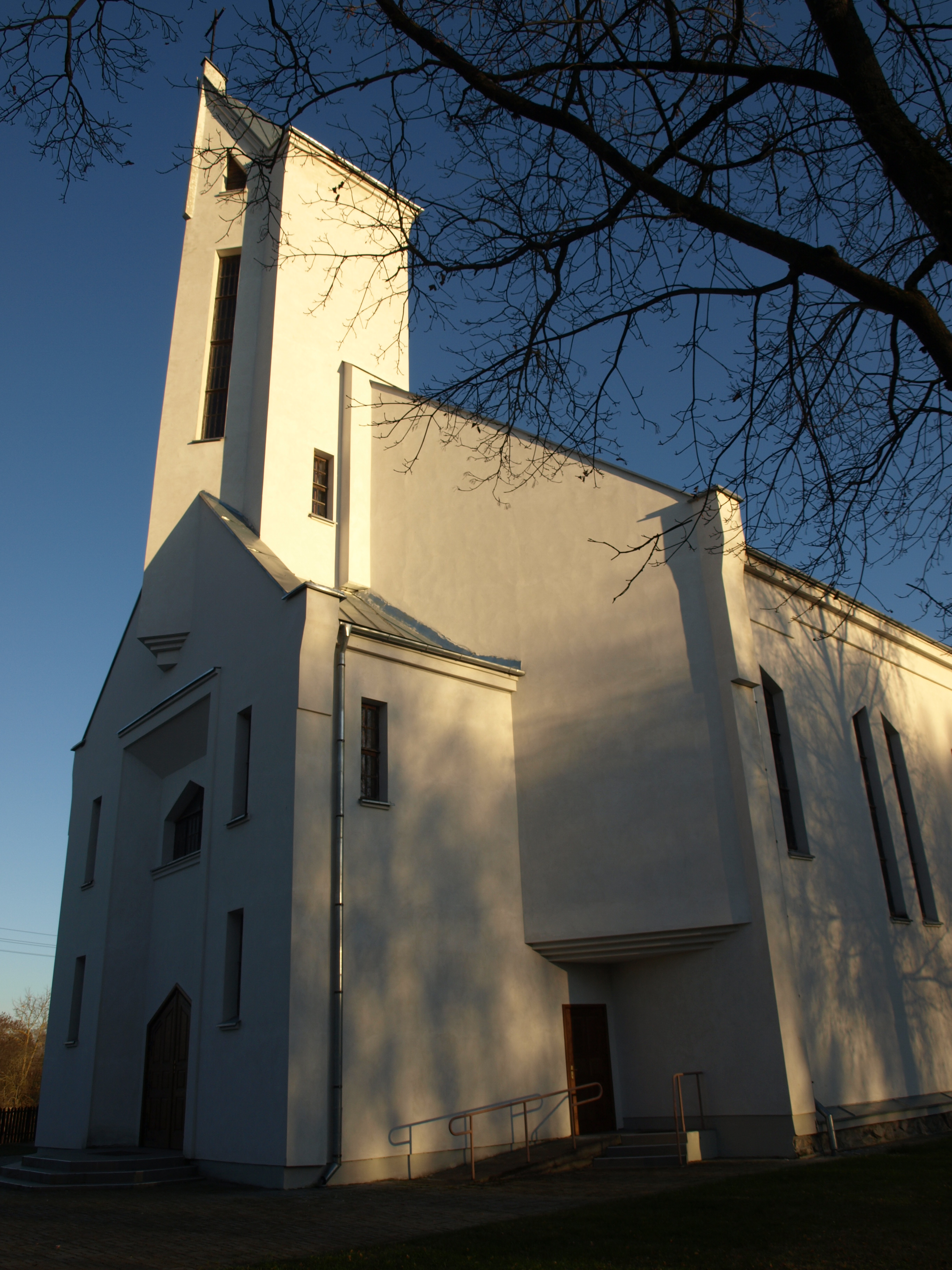
Костёл Посещения Пресвятой Девы Марии (Кяукляй)

Разрабатывал проекты реставрации памятников архитектуры, преимущественно в Вильнюсе. Важнейшие из них — жилой дом по улице Жиду 4a (1969) в Вильнюсе, ансамбль иезуитского монастыря рядом с костёлом Святого Рафафила (1976), западные казематы и въездная башня Тракайского замка (1980), костёл Святого Франциска Ассизского, иначе Бернардинский (1982), Кафедральный собор Святого Станислава (1990). Автор проекта укрепления склонов Замковой горы и приведения в порядок прилегающей территории (1980).
Провёл архитектурные исследования нескольких кварталов вильнюсского Старого города (1970—1973). Подготовил проекты восстановления башни костёла Святых апостолов Петра и Павла в Молетай (1978) и костёла Посещения Пресвятой Девы Марии в деревне Кяукляй Ширвинтского района (1998). 
Автор памятников павшим антисоветским партизанам на кладбище в Перлое (1997), в деревне Килевишкяй Аникщяйского района (2005), в местечке Ужпаляй Утенского района (2008).

## Награды и звания
- Рыцарский крест ордена Великого князя литовского Гядиминаса (1999).